# Lia & LIA COLLECTION ALBUM -Special Limited BOX-
『Lia & LIA COLLECTION ALBUM -Special Limited BOX-』（リア アンド リア コレクションアルバム スペシャルリミテッドボックス）は、日本の歌手Liaのベストアルバム集。

## 概要
これまで歌唱してきた楽曲をリマスタリングし、全5枚のCDに収録したものである。このボックスにはLia*COLLECTION ALBUM Vol.1 Diamond Days、Lia*COLLECTION ALBUM Vol.2 Crystal Voice、LIA*COLLECTION ALBUM SPECTRUM RAYSの3つが入っており、これらをまとめたものがLia & LIA COLLECTION ALBUM -Special Limited BOX-である。当初これら3つを単品で販売する予定は無かったが、ボックスが一週間たらずで完売してしまった為、急遽単品での販売を行った。現在、3つのアルバムを単品で購入することは可能だが、ボックスの製造・生産は終了している為、新品を手に入れるのは非常に困難である。オークション等で出品されることもあるが、非常に高額である。ちなみに定価は8,295円。
このボックスには「音楽流通版」と「ソフトウェア流通版」の2種類が存在する。どちらとも収録曲・価格・内容の違いは無いが、ジャケット写真と品番が異なる。「ソフトウェア流通版」とあるが、あくまで流通なのでこのボックスの中身はCDである。ボックス発売を記念して2007年9月17日に一夜限りのスペシャルライブ『Lia Collection Live “THE LIMITED”』がZepp Tokyoにて開催された。

## Lia*COLLECTION ALBUM Vol.1 Diamond Days
『Lia*COLLECTION ALBUM Vol.1 Diamond Days』（リア コレクションアルバム ボリュームワン ダイアモンドデイズ）は、日本の歌手Liaのアルバム。

### 概要
このボックスには「音楽流通版」と「ソフトウェア流通版」の2種類が存在する。どちらとも収録曲・価格・内容の違いは無いが、ジャケット写真と品番が異なる。「ソフトウェア流通版」とあるが、あくまで流通なのでこのボックスの中身はCDである。

#### 収録曲

##### ディスク1
1. disintegration [5:05]
作詞：Ben、作曲・編曲：高瀬一矢
I'veから発売されたオムニバス『disintegration』に収録されている。
2. Spica 〜Reaching for the Stars version〜 [5:36]
作詞・作曲：麻枝准、編曲：Kosuke“kors”Saito
Key Sounds Labelから発売されたKey+Lia 3rd single『Spica/Hanabi/Moon』収録曲のリアレンジ版
3. Moon [5:53]
作詞・作曲：麻枝准、編曲：Takumaru
  - Key Sounds Labelから発売されたKey+Lia 3rd single『Spica/Hanabi/Moon』収録曲
4. 夏影 [5:53]
作詞・作曲：麻枝准、Ryo Okabe
  - PCゲーム・テレビアニメ「AIR」イメージソング

Key Sounds Labelから発売されたKey+Lia 1st single『Natsukage/nostalgia』収録曲
5. 鳥の詩 [6:06]
作詞：麻枝准、作曲：折戸伸治、編曲：高瀬一矢
  - PCゲーム・テレビアニメ「AIR」主題歌
6. Farewell song [5:30]
作詞：Key／作曲・編曲：戸越まごめ
  - PCゲーム・テレビアニメ「AIR」エンディングテーマ
7. Last regrets 〜acoustic version〜 [5:53]
作詞・作曲：麻枝准、編曲：Ryo Okabe
  - PCゲーム・テレビアニメ「Kanon」主題歌のリアレンジ版
  - Key Sounds Labelから発売されたアレンジアルバム『recollections』収録曲
8. Light colors [6:39]
作詞：麻枝准／作曲：折戸伸治／編曲：高瀬一矢
  - PCゲーム「智代アフター 〜It's a Wonderful Life〜」オープニングテーマ
9. Ana [8:28]
作詞：萩原ゆう、作曲：traditional／編曲：戸越まごめ
  - PCゲーム・テレビアニメ「CLANNAD」挿入歌
10. 小さなてのひら [4:44]
作詞・作曲：麻枝准、編曲：ANANT-GARDE EYES
  - PCゲーム「CLANNAD」エンディングテーマ

##### ディスク2
1. Love Sick Maze [5:32]
作詞：Sachia、作曲・編曲：KEN 2
2. will [5:39]
作詞：三井ゆきこ、作曲：崎元仁、編曲：Yutaka Kumada
3. somewhere [5:17]
作詞：Ken Kawashima、作曲：金子剛、編曲：aikamachi+nagie
4. GIRLS CAN ROCK [3:38]
作詞：竹中あこ、作曲・編曲：大森俊之
  - テレビアニメ「スクールランブル 二学期」挿入歌
5. Over the Future [3:45]
作詞：三井ゆきこ、作曲：IPPEI、編曲：H∧L
  - テレビアニメ「爆球Hit! クラッシュビーダマン」エンディングテーマ
6. I wish [5:05]
作詞：Ryo Mama、作曲・編曲：Ken Tamura
7. HAIL THE NATION [4:36]
作詞：Ken Kawashima、作曲：KAIDO、編曲：1.DT
8. Light In the Air [5:47]
作詞：PROJECT-U、作曲・編曲：Naoki Atsumi,kors k
9. 桜風 〜Another Dream Mix〜 [4:57]
作詞：三井ゆきこ、作曲：崎元仁、編曲：Yutaka Kumada
10. Starting Over 〜Reproduction STAYCOOL 2007 Edition〜 [6:14]
作詞：Yuriko Mori、作曲：折戸伸治、編曲：Kentaro Fukushi
11. 射光の丘 [5:56]
作詞・作曲・編曲：tangerine.
12. Diamond Days [4:26]
作詞：tangerine.、作曲・編曲：Nishiwaki Tatsuya
13. 青空 〜Lia 1st Concert Lia's Cafe“Prologue”LIVE音源〜 [5:46]
作詞・作曲：Key、編曲：折戸伸治

#### 演奏
Disc 1
- 古川竜也：Guitar (#2)
- 高瀬一矢：Guitar (#8)

Disc 2
- 田代耕一郎：Acoustic Guitar, Irish Bouzouki, Mandolin (#3)
- 丹羽浩之：Electric Guitar (#4)
- 高橋圭一：Guitars (#6)
- 木原良輔：Guitar (#9)
- Lia + Kyoko：Chorus (#11)
- 西脇辰弥：Keyboards, Percussion, Programming (#12)
- 黒田晃年：Guitars (#12)
- 石成正人：Guitars (#13)
- 大神田智彦：Bass (#13)
- 守尾崇：Keyboards (#13)
- 高田真：Drums (#13)
- 坂田雅幸：Programming (#13)

## Lia*COLLECTION ALBUM Vol.2 Crystal Voice
『Lia*COLLECTION ALBUM Vol.2 Crystal Voice』（リア コレクションアルバム ボリュームツー クリスタルヴォイス）

### 概要
このボックスには「音楽流通版」と「ソフトウェア流通版」の2種類が存在する。どちらとも収録曲・価格・内容の違いは無いが、ジャケット写真と品番が異なる。「ソフトウェア流通版」とあるが、あくまで流通なのでこのボックスの中身はCDである。

#### 収録曲

##### ディスク1
1. Birthday Song,Requiem
  - 作詞・作曲：麻枝准／編曲：戸越まごめ
  - Key Sounds Labelから発売されたKey+Lia 2nd single『Birthday Song,Requiem』収録曲
2. nostalgia
  - 作詞・作曲：麻枝准／編曲：Ryo Okabe
  - Key Sounds Labelから発売されたKey+Lia 1st『Natsukage/nostalgia』収録曲
3. Hanabi
  - 作詞・作曲：麻枝准／編曲：萩原ゆう
  - Key Sounds Labelから発売されたKey+Lia 3rd single『Spica/Hanabi/Moon』収録曲
4. 恋心
  - 作詞・作曲：麻枝准／編曲：Ryo Okabe
  - Key Sounds Labelから発売されたKey+Lia 2nd single『Birthday Song,Requiem』収録曲
5. SHIFT 〜世代の向こう〜
  - 作詞・作曲・編曲：高瀬一矢
6. 願いが叶う場所
  - 作詞：大貫剛史／作曲：麻枝准／編曲：ANANT-GARDE EYES
  - PCゲーム・テレビアニメ「CLANNAD」イメージソング
7. Life is like a Melody
  - 作詞・作曲：麻枝准／編曲：戸越まごめ
  - PCゲーム「智代アフター 〜It's a Wonderful Life〜」エンディングテーマ
8. 夏影 〜Cornwall summer mix〜
  - 作詞・作曲：麻枝准／編曲：Kenji Yoshiura
  - Key Sounds Labelから発売されたKey+Lia 1st『Natsukage/nostalgia』収録曲のリアレンジ版
9. 月童
  - 作詞：大貫剛史／作曲：戸越まごめ／編曲：ANANT-GARDE EYES
  - PCゲーム・テレビアニメ「AIR」イメージソング
10. 青空
  - 作詞・作曲：麻枝准／編曲：折戸伸治
  - PCゲーム・テレビアニメ「AIR」挿入歌

##### ディスク2
1. THE FORCE OF LOVE
  - 作詞：Ken Kawashima／作曲：金子剛／編曲：aikamachi+nagie
2. Bring Me To Life 〜FAIRY LAND Reloaded〜
  - 作詞・作曲・編曲：Kentaro Fukushi
3. 観覧車
  - 作詞：三井ゆきこ／作曲・編曲：崎元仁
4. GIVE PRAISE
  - 作詞：Ken Kawasaki／作曲・編曲：KEN 2
5. I dream
  - 作詞：三井ゆきこ／作曲：Lia／編曲：aikamachi+nagie
6. Love 〜indigo aqua〜
  - 作詞：Tatsuji Ueda／作曲・編曲：Tatsuhiko Fuyuno
7. 鳥の詩 2004 summer version 〜Relaxin'with lovers mix〜
  - 作詞：麻枝准／作曲：折戸伸治／編曲：Yuichi Kanatani
8. PRIDE 〜try to fight!〜
  - 作詞：三井ゆきこ／作曲・編曲：H∧L
  - テレビアニメ「爆球Hit! クラッシュビーダマン」エンディングテーマ
9. Feel like a girl
  - 作詞：竹中あこ／作曲・編曲：大森俊之
  - テレビアニメ「スクールランブル 二学期」挿入歌
10. 君の余韻 〜遠い空の下で〜
  - 作詞：三井ゆきこ／作曲・編曲：崎元仁
11. Crystal World
  - 作詞・作曲・編曲：Kentaro Fukushi
12. LA LA MEANS I LOVE YOU
  - 作詞：Thomas Randolph Bell／作曲：William Hart／編曲：Ryonosuke Hirama
  - デルフォニックスのカバー。
13. Beautiful Dreamer
  - 作詞・作曲：Stephen Collins Foster/編曲：aikamachi+nagie
14. gift 〜Duo version〜
  - 作詞・作曲：Lia／編曲：aikamachi+nagie

## LIA*COLLECTION ALBUM SPECTRUM RAYS
LIA*COLLECTION ALBUM SPECTRUM RAYS(リア コレクションアルバム スペクトルレイズ)

### 概要
- Liaのコレクションアルバム第3弾目のアルバムだが、このアルバムはハッピーハードコアの楽曲を中心に収録されているアルバムの為、LIA名義でのアルバムとなる。アーティスト陣もDJ SHIMAMURAやkors k、Scott Brownといった国内外のハードコアテクノシーンで有名なクリエイターが参加している。
- 上記2枚のアルバムとは異なり、CDは1枚のみの封入となっている。
- このボックスには「音楽流通版」と「ソフトウェア流通版」の2種類が存在する。どちらとも収録曲・価格・内容の違いは無いが、ジャケット写真と品番が異なる。
- 「ソフトウェア流通版」とあるが、あくまで流通なのでこのボックスの中身はCDである。

#### 収録曲
1. SPECTRUM RAYS
  - 作詞・作曲：DJ SHIMAMURA／編曲：DJ SHIMAMURA & DJ ZET
2. Goin'on!
  - 作詞：PROJECT-U／作曲・編曲：DJ SHIMAMURA
3. enigmatic 〜exclusive〜
  - 作詞：PROJECT-U／作曲：PROJECT-U／編曲：DJ ZET
4. EARTH
  - 作詞：DJ ZET／作曲：DJ ZET／編曲：DJ ZET
5. I'm feeling 〜Scott Brown & DJ EVIL remix〜
  - 作詞：Aki Ishida／作曲：Naoki Atsumi／編曲：Scott Brown & DJ EVIL
6. HORIZON 〜OMEGA FORCE updated〜
  - 作詞：kors k／作曲：kors k／編曲：kors k
  - 音楽ゲーム「beatmaniaIIDX11 - IIDXRED」収録曲
7. You are…
  - 作詞：LIA／作曲：Naoki Atsumi／編曲：Scott Brown & DJ EVIL
8. NEW WORLD 〜OMEGA FORCE MIX 2007〜
  - 作詞：LIA／作曲：Naoki Atsumi／編曲：OMEGA FORCE
9. あなたがいるだけで 〜Teranoid & MC  Natsack REMIX〜
  - 作詞：LIA／作曲：LIA／編曲：Teranoid
10. THE END
  - 作詞：PROJECT-U／作曲：DJ SHIMAMURA／編曲：DJ SHIMAMURA
11. Birthday Song,Requiem 〜Eupho-LIA Hardcore remix〜
  - 作詞：麻枝准／作曲：麻枝准／編曲：DJ SHIMAMURA
12. Light In The Air 〜“oh my god!!”FORCE mix〜
  - 作詞：PROJECT-U／作曲：kors k & Naoki Atsumi／編曲：OMEGA FORCE
13. 鳥の詩 〜StripE REMIX〜
  - 作詞：麻枝准／作曲：折戸伸治／編曲：StripE
14. A Question Of Honour
  - 作詞：Frank Peterson／作曲：Frank Peterson／編曲：UFO
15. reazon
  - 作詞：VIENNA／作曲：N.ATSUMI／編曲：kors k
16. SKY HIGH
  - 作詞：VIENNA／作曲：N.ATSUMI／編曲：DJ SHIMAMURA
  - テレビアニメ「頭文字D Fourth Stage」挿入歌
17. ALL AROUND
  - 作詞：VIENNA／作曲：N.ATSUMI／編曲：DJ SHIMAMURA
  - テレビアニメ「頭文字D Fourth Stage」挿入歌